# Mark Madsen (lutte)
Pour les articles homonymes, voir Madsen.
Ne doit pas être confondu avec Mark Madsen.
Mark Overgaard Madsen est un lutteur danois né le 23 septembre 1984. Il a remporté la médaille d'argent des moins de 75 kg aux Jeux olympiques d'été de 2016 à Rio de Janeiro.